# Gábor Artemisz
Gábor Artemisz (Debrecen, 1936. augusztus 21. – Budapest, 2022. december 28.) magyar operaénekes (koloratúrszoprán), énekmester.
Gábor Aurél (1923–1976) orvos testvére.

## Életpályája
Gábor János (1895–1953) és Gálfi Mária lányaként született. Énektanulmányait a Liszt Ferenc Zeneművészeti Egyetemen folytatta. 
1957-ben debütált a Magyar Állami Operaházban, amelynek 1962 és 1987 között volt szerződtetett művésze. 1960–61-ben a Szegedi Nemzeti Színház művésze. 1964–1976 között Grazban a főiskola docense. 1973–1985 között a Magyar Rádió Gyermekkórusának hangképző tanára.
Jeles oratóriumszólista és egyházzenei koncertek gyakori közreműködője volt. Neve hosszú időn keresztül összeforrt a Varázsfuvola Éj királynője szerepével. Csak Budapesten három évtized alatt száznegyvenötször énekelte a hírhedt szólamot.
Visszavonulása után énekmesterként tevékenykedett hazánkon kívül Grazban is.

## Szerepei
- Cimarosa: A titkos házasság – Elisetta
- Donizetti: Szerelmi bájital – Gianetta
- Gounod: Faust – Siebel
- Mozart: A varázsfuvola – Éj királynője
- Mozart: Szöktetés a szerájból – Konstanze
- Rossini: Hamupipőke – Tisbe
- Rossini: Tell Vilmos – Gemmy
- Verdi: Az álarcosbál – Oscar
- Verdi: Don Carlos – Tebaldo; Egy udvarhölgy